# 天下一品
天下一品（てんかいっぴん、英: Tenkaippin）は、株式会社天一食品商事が運営するラーメンチェーン店またはフランチャイズチェーン店のブランド。京都府京都市を発祥地とし、全212店舗を構える。
略称は天一（てんいち）もしくは天品（てんぴん）。高級天ぷら料理店の「銀座天一」とは関係がない。

## 沿革
創業者は木村勉。1971年に銀閣寺周辺で開いた屋台がその発祥である。交流のあった石材店の社長からの好意で、その店舗の敷地の一部に屋台を固定、1975年8月に初の店舗を構える。

## 商品構成

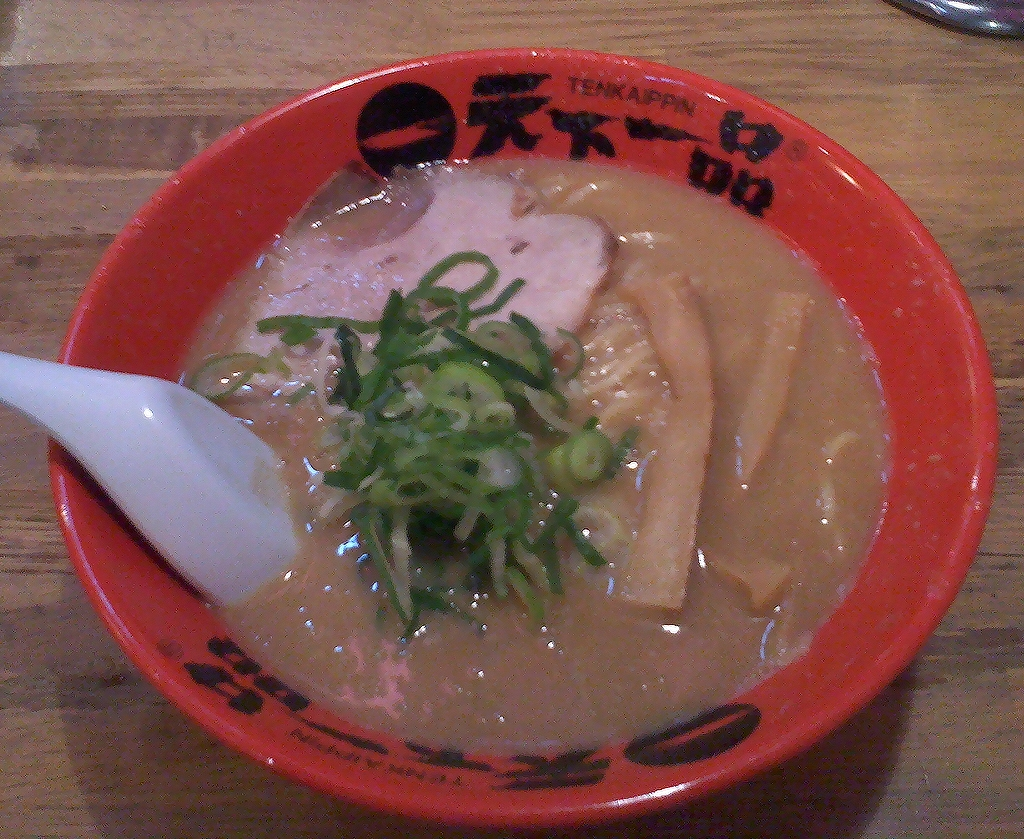
総本店のこってりラーメン

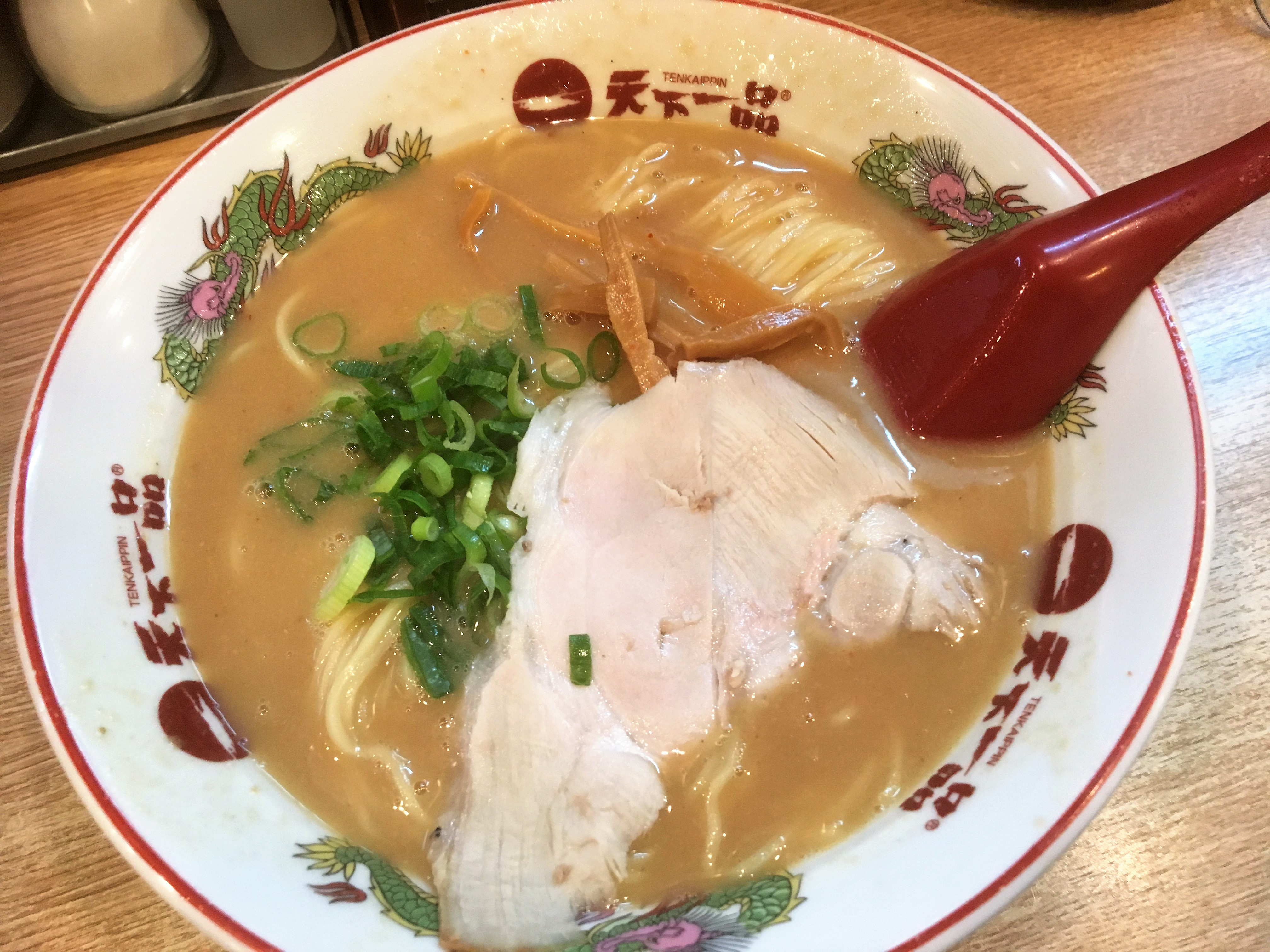
赤い器の他に、白い器も使用される

### スープ
スープは、「こってり」と「あっさり」の2種類が基本となっている。
「こってり」は鶏と11種類の野菜からつくられたスープで、ポタージュの様にドロリとしており、麺に絡みつくかのような粘着感を持っている。このスープはどろりとはしているものの、一部の愛好家から意外と脂っこくはないと評されることもあった。このスープは「箸が立つ」、「ラーメンとは別のジャンル」、「ラーメンを超えたラーメン」などと形容され、かつては鯨油や牛脂が使われているのではないかとの噂も囁かれた。
あっさりを注文する客の割合は、2021年の時点では3割ほどであった。

### 追加可能な調味料・具材
薬味のネギには、青ネギ等が使われている。一部の直営店では、ネギが青いプラスチック製の笊（ざる）に入れられて提供されている。カウンターには、発酵した芳香のある唐辛子味噌が備えられている。
なお、これらは店舗により若干の違いが有る。

### その他のメニュー

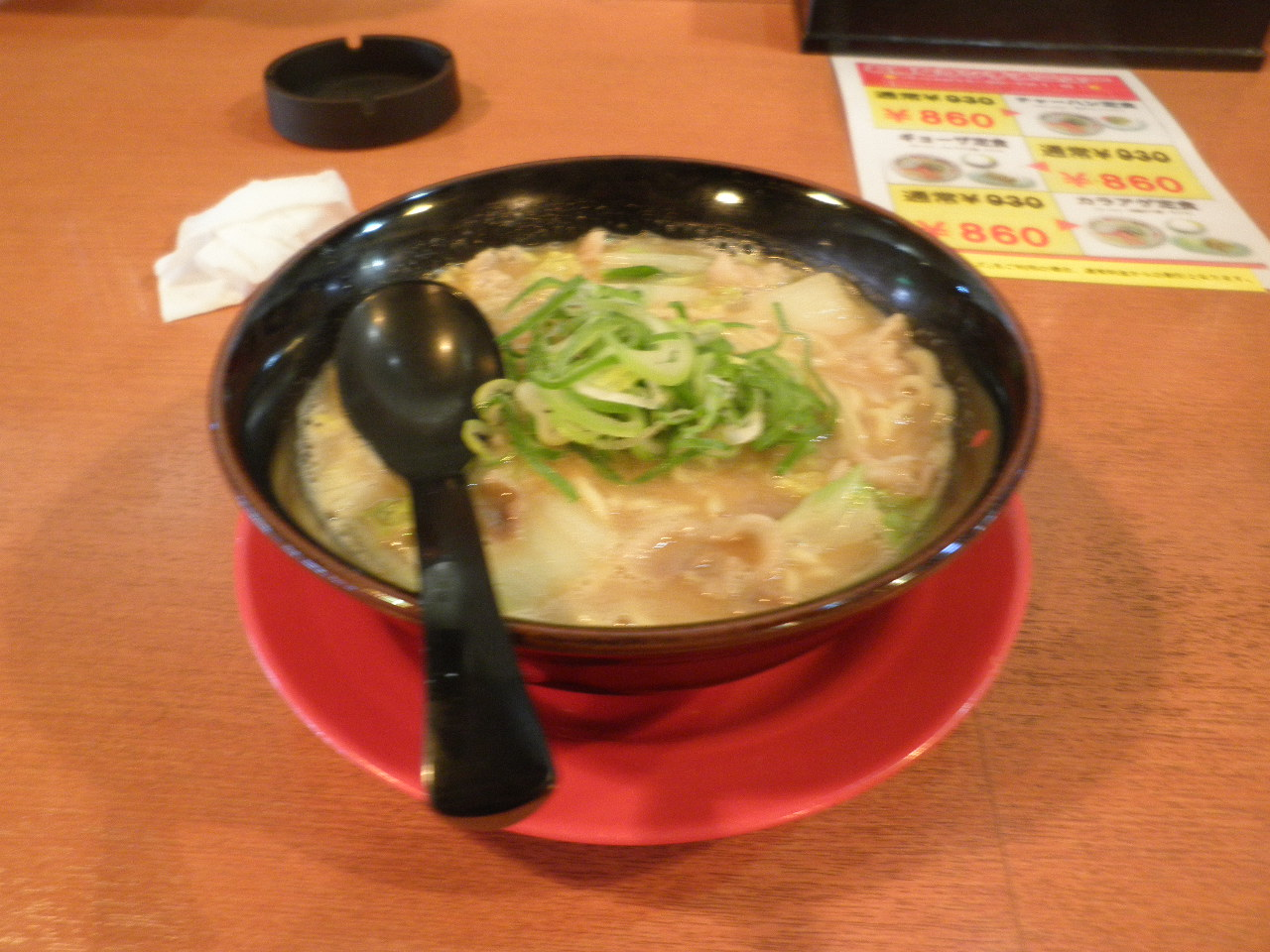
味がさね（くずは店）

#### こっさり・2号
「こってり」と「あっさり」のスープを半々に混ぜた「こっさり」が存在する。「こってり」を「1号」、「あっさり」を「3号」と呼ぶのが厨房の符牒であり、こってりとあっさりの中間であることから「2号」とも呼ばれる。また「屋台の味」という名前で正式に提供されている店舗もある。

#### 4号・味がさね
2004年1月から一部店舗において「味がさね」というスープの濃度を客が調整可能な野菜入り味噌ラーメンを取り扱っていたが、後述の味噌ラーメン販売開始に伴い終売。

#### ちょこってり
ちょこってりは、通常のラーメン「こってり」の量を減らしたミニラーメン。イメージキャラクターを務めるSILENT SIRENのひなんちゅが考案した。

#### 味噌ラーメン
2020年9月21日から順次全国展開する。北海道の赤味噌と愛知県の豆味噌をブレンドし、炒めた香味野菜の風味を利かせた上で、天下一品のスープを融合させたものとなっている。

#### 牛すじラーメン
本店である京都の左京区一乗寺「総本店」でだけオーダーできるオリジナルメニュー。その他にも「牛すじキムチラーメン」、「豚重定食」という2種類の本店限定メニューが存在する。

#### こってりMAX
2023年6月12日から順次全国展開する。「こってり」がさらにこってりになった新商品である。元々は一部店舗で「絶品MAX」が人気を博していたが名称新たにデビューした。
こってりのコクと旨味を限界まで追求している。

### 天一の日

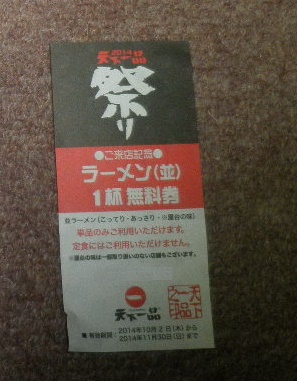
毎年10月1日に配布されるラーメン1杯無料券

開始時期は不明であるが、毎年10月1日は、天一の日として各店舗でキャンペーンが行われている。当日に麺類や麺類を含む定食を注文すると2ヶ月間有効のラーメン1杯無料券を配布するなどというものである。また、翌2日からの1週間はスピードくじが配布される。2010年代に入ってからは無料券はスマホアプリのクーポンの形で配布されている。

## 店舗
公式サイト『店舗検索』を参照。

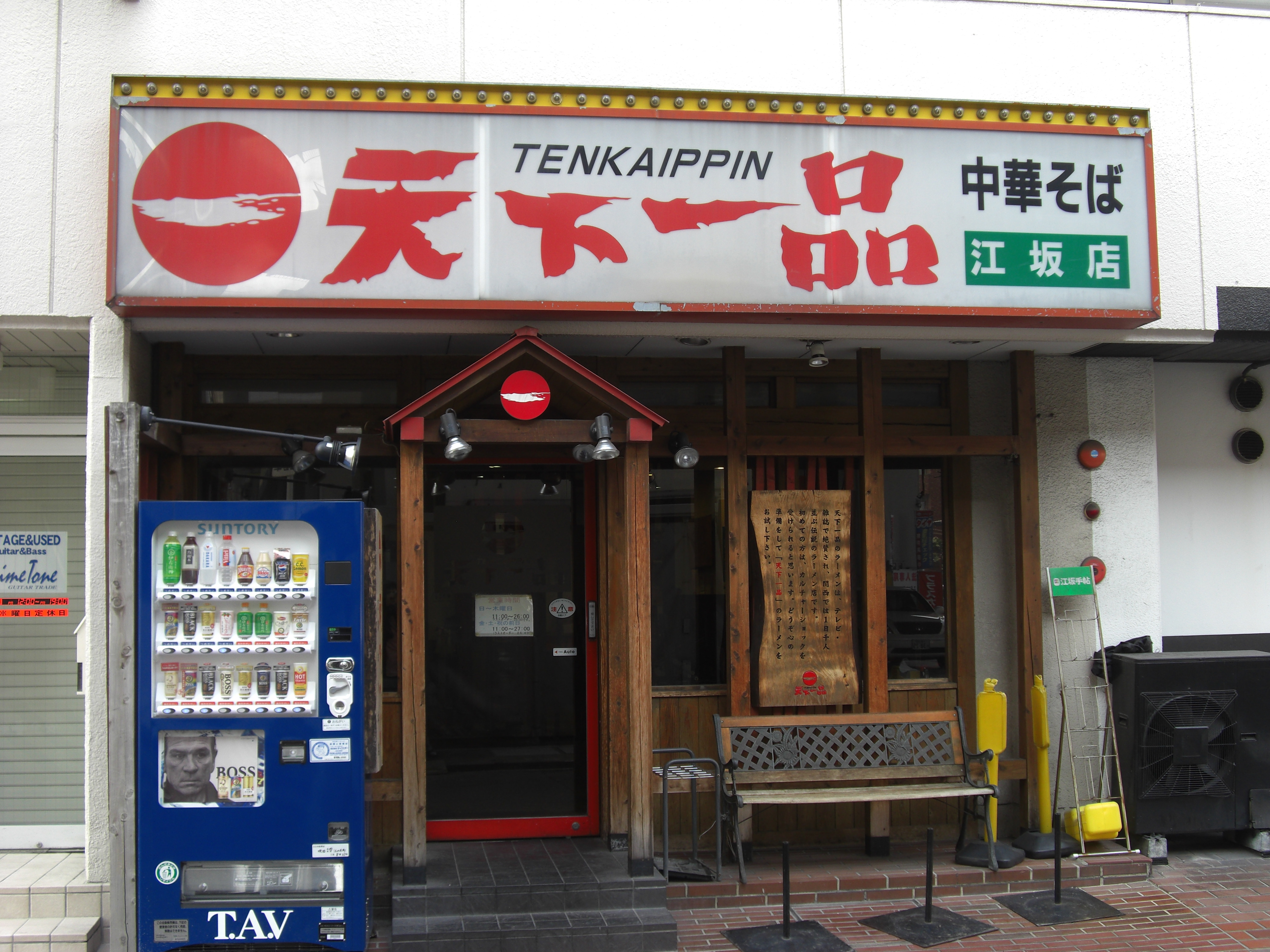
天下一品江坂店(大阪府吹田市江坂)
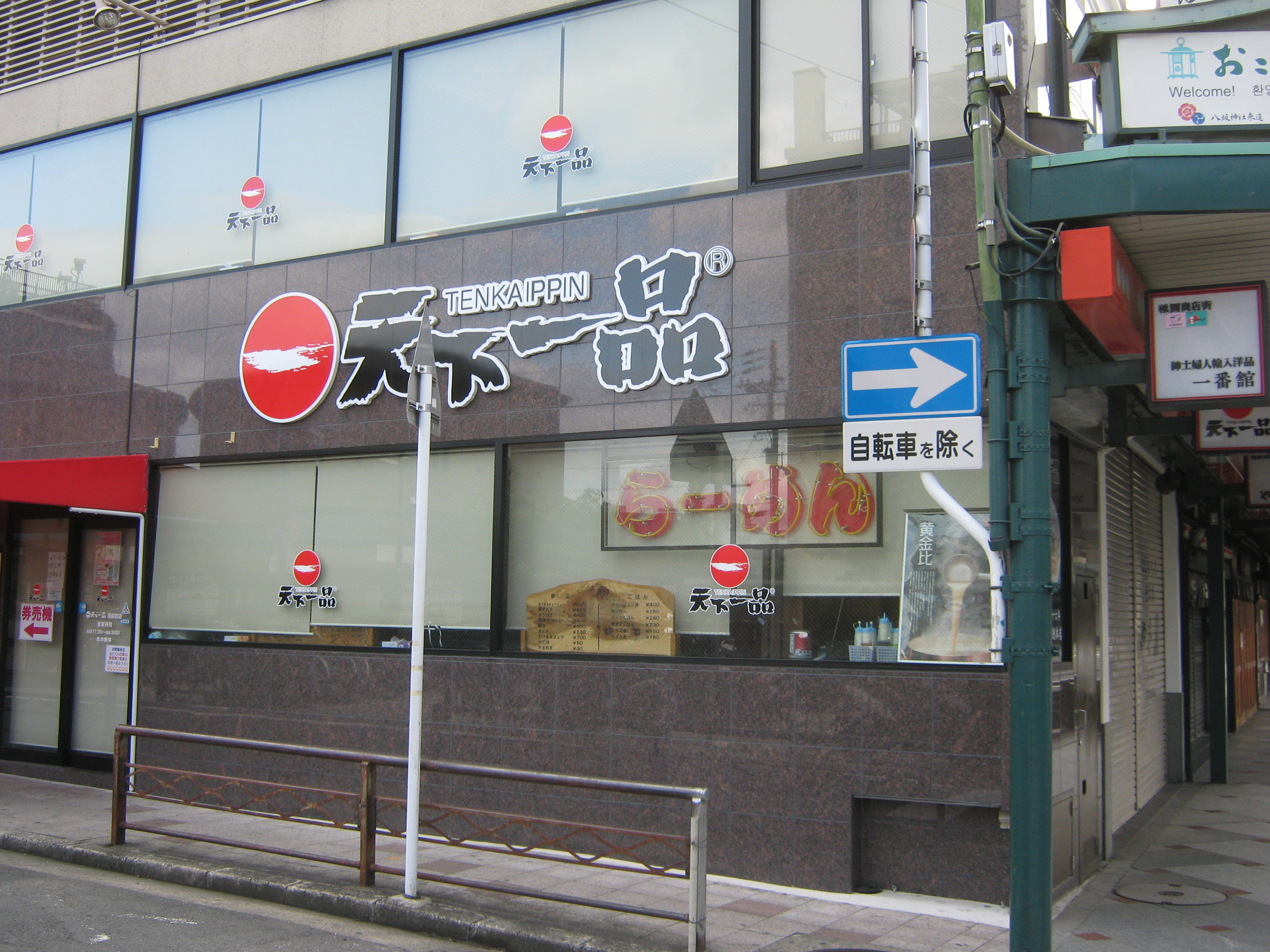
天下一品祇園店(京都市東山区四条通)
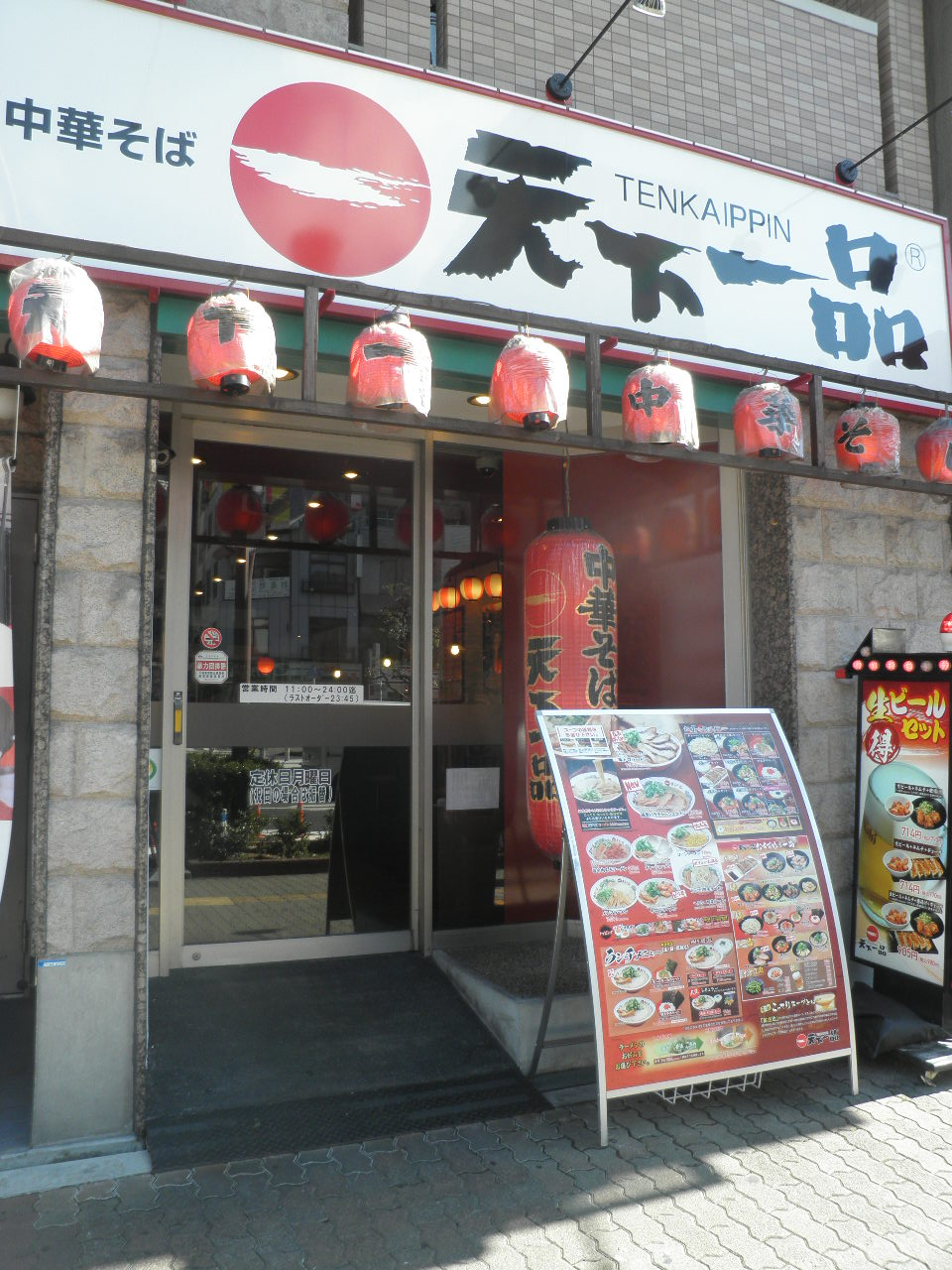
天下一品大国町店(大阪市浪速区)
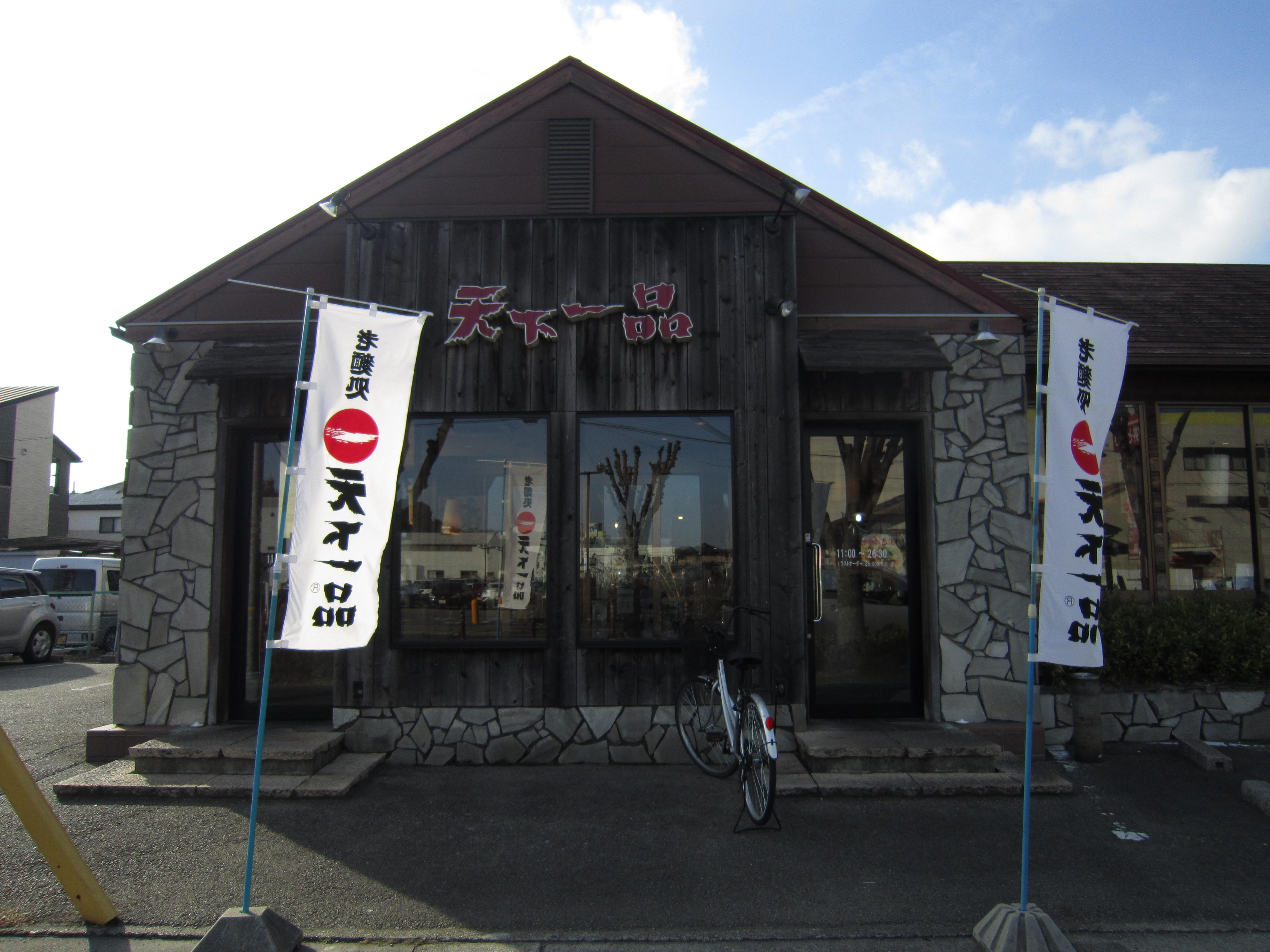
天下一品姫路店(兵庫県姫路市)

## メディアへの展開
テレビCMなどのメディア広告には、長らく木村と河内家菊水丸が登場。テレビCMについては、2015年から横須賀出身の北乃きい出演のバージョンを、2016年からは京都出身のチュートリアル出演のバージョンを主に放送している。かつては、筒井康隆やベッキーも出演していた。
2014年までCMに出演していたベッキーは当初、「味がさね」のイメージキャラクターとして起用。後にキャラクター契約の範囲を拡大したうえで、テレビCMの一部で木村と共演するようになった。北乃出演のバージョンでも、ベッキー出演のバージョンの内容を事実上引き継いでいる。
2017年には、当時SILENT SIRENのドラマーだった梅村妃奈子がCMに出演。高校生時代に東京都内の店舗にアルバイトとして3年間勤務した縁によるもので、同年12月23日からは、SILENT SIRENのメンバー4人全員をイメージキャラクターに起用している。
2020年1月からは、SILENT SIRENに加えて、大の天一ファンを公言していたギタリスト、SUGIZO（LUNA SEA、X JAPAN）もCMに出演している。

## トラブル
- 天一食品商事の役員らに強迫され、1,800万円の示談金を支払うという念書を書かされたとして、京都市の広告会社から京都地方裁判所に、債務不存在の確認を求めた民事訴訟を起こされ、2014年7月、被告天一食品商事の敗訴となった。2012年10月、滋賀県大津市内のリゾート施設の一室で、天一食品商事の役員ら7人が広告会社の代表1人と面会。天一食品商事の役員らは、広告会社が担当した テレビCMの放送時間帯や番組の視聴率が悪く、損害を被ったと主張。1,800万円の示談金を支払う念書の作成を要求した。広告会社代表は拒否したが、天一食品商事の役員らは「家を担保に入れたら借りられる」などと発言し、脅迫行為に及んだため、やむなく念書の作成に応じた。裁判において天一食品商事側は「畏怖を生じさせる発言はしておらず、脅迫には当たらない。金銭について切り出したのは原告であり、何ら要求・強要は無かった」と反論したものの、判決では「天一食品商事の役員らによる、強圧的で異常な言動で念書を書かされ、脅迫行為があった」と認定、広告会社代表の訴えを認め、債務の不存在を確認した。敗訴した天一食品商事側弁護士は「事実認定は間違っており、不当な判決」と述べた[12]。